# إد فريد
إد فريد (بالإنجليزية: Ed Freed)‏ هو لاعب كرة قاعدة أمريكي، ولد في 22 أغسطس 1919 في Center Valley, Pennsylvania ‏ في الولايات المتحدة، وتوفي في 15 نوفمبر 2002 في روك هيل في الولايات المتحدة.

## وصلات خارجية
- إد فريد على موقعبيزبول رفرنس.كوم (الدوري الرئيسي) (الإنجليزية)
- إد فريد على موقعبيزبول رفرنس.كوم (الدوري الثانوي) (الإنجليزية)